# 本多政質

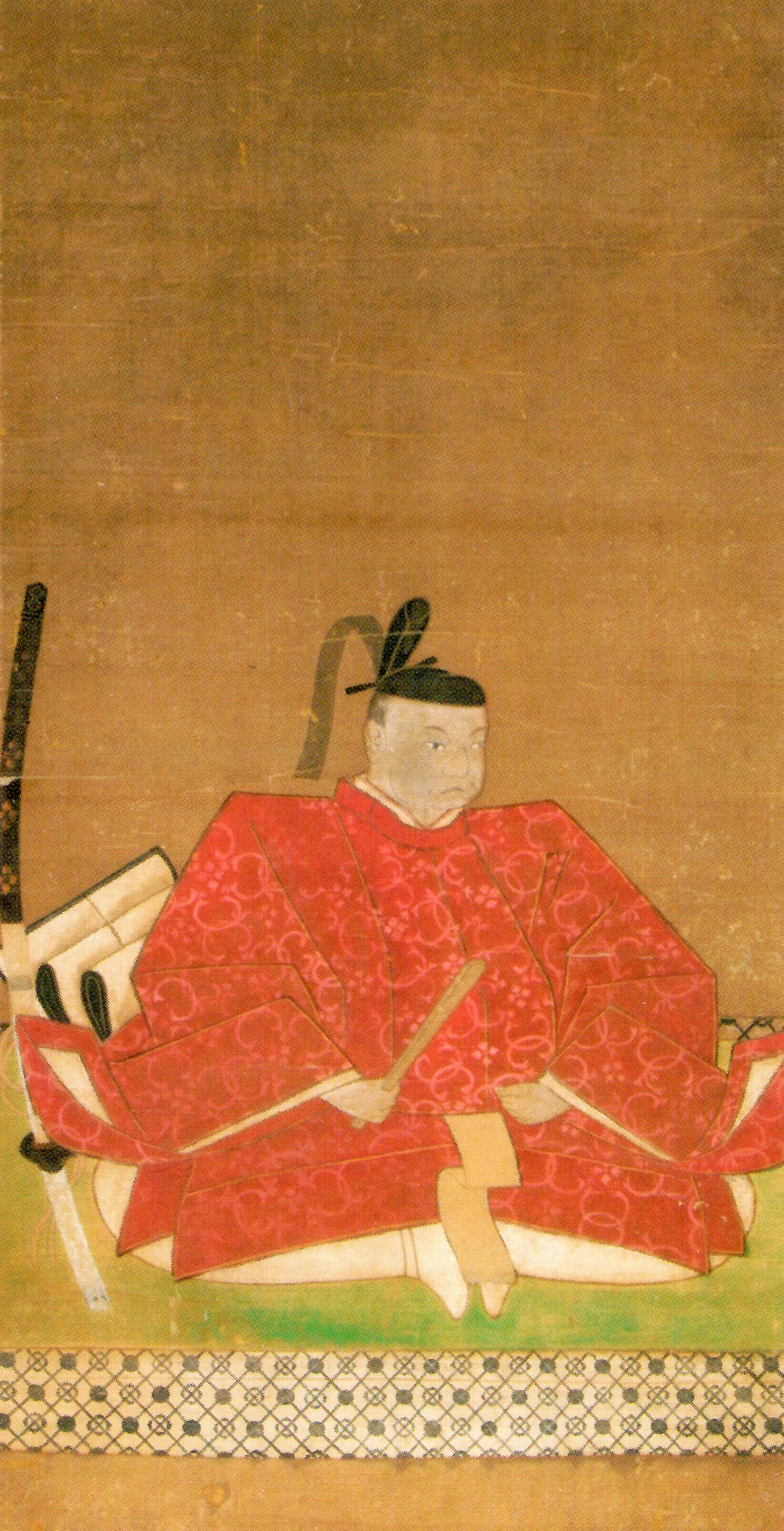
本多政質

本多 政質（ほんだ まさただ、延宝2年10月18日（1674年11月15日）- 享保8年8月22日（1723年9月21日））は、加賀藩の家老、加賀八家本多家第4代当主。
父は加賀藩家老本多政敏。母は前田孝貞の娘。正室は前田備後直作の娘。子は本多図書政恒室。幼名萬十郎。通称木工、安房。官位は従五位下安房守、周防守。

## 生涯
加賀藩家老本多政敏の子として生まれる。正徳5年（1715年）父の死去により家督と5万石の知行を相続する。同年12月従五位下周防守に叙任。正徳6年（1716年）周防守叙任の御礼言上のための江戸入りの際に、豪華な行列が江戸の評判となった（「享保年間記」）。享保8年（1723年）6月安房守に遷任。同年6月28日藩主前田吉徳の家督相続の御礼言上の際に江戸城で将軍徳川吉宗に拝謁する。同年8月22日没。享年50。家督は弟の政昌が相続した。